# Clase política
Clase política o élite política es un concepto creado por el  sociólogo, politólogo y senador vitalicio italiano Gaetano Mosca (1858-1941), que pretendía ser una refutación del marxismo y su teoría de la lucha de clases. Inspirándose en Saint Simón (1760-1825), de quien toma su concepción de las dos clases, la de una minoría dominante y una mayoría dirigida, intentaba comprobar que durante toda la historia de la humanidad, siempre ha existido una minoría dominante.
Esto ha provocado duras críticas desde el marxismo al asumirse el término por los medios de comunicación y ciertos partidos transversales en el ámbito de la crisis económica, alegando que la diferenciación entre clases sociales se debe basar en su relación con los medios de producción, independientemente de la posición de responsabilidad política que sitúe.
La clase política es la opuesta a los movimientos populistas que denuncian las élites como antidemocrático.[cita requerida]

## España
Una clase política liberal surgió en España durante el reinado de la reina Isabel II (1833-1868). Surgió adaptada a las necesidades de un Estado representativo que estaba en construcción y para hacerlo realidad, los círculos de poder estaban abiertos a una renovación intensa, invitando a formar parte a las familias de las redes de la alta burguesía.
El resultado fue una clase política compuesta principalmente por juristas y apegada a los valores e intereses de propiedad de la tierra. Aunque originalmente estuvo inspirada en los principios revolucionarios, pronto se limitó al círculo de poder, convirtiéndose aristocrático y en gran parte cerrado a nuevos miembros.